# 氯苯胺

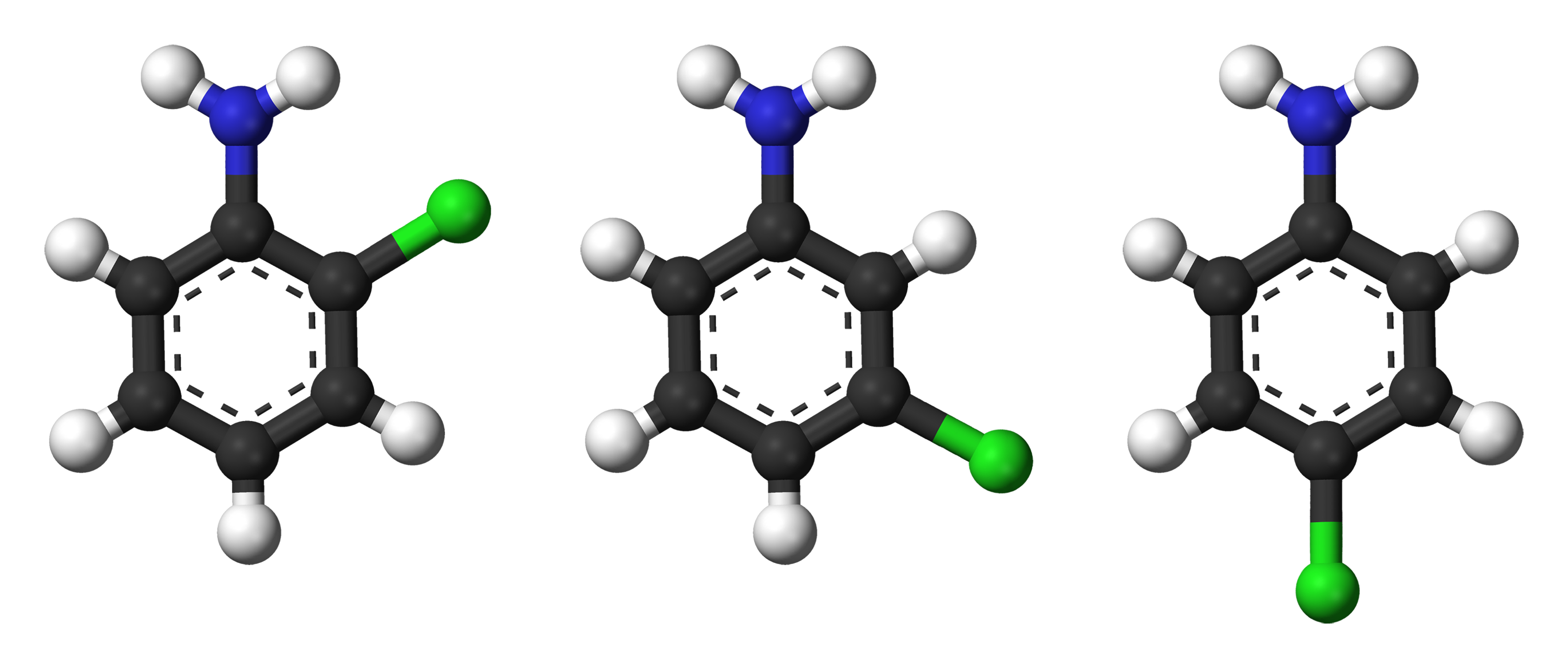
氯苯胺异构体

氯苯胺是一类含氮有机氯化合物，通常指一氯苯胺是苯胺苯环的一个氢原子被氯原子取代的物质，分子式C6H6ClN，有以下三种同分异构体：
| 同分异构体 | 别名     | 化学结构 | CAS号    |
| ---------- | -------- | -------- | -------- |
| 2-氯苯胺   | 邻氯苯胺 |          | 95-51-2  |
| 3-氯苯胺   | 间氯苯胺 |          | 108-42-9 |
| 4-氯苯胺   | 对氯苯胺 |          | 106-47-8 |

|  | 这个同类索引页列出了具有相同或相似标题的化学条目。 除非您是有意链接至本页，否则应将相应条目的内部链接指向正确的条目。 |